# OpenROV
OpenROV — проект, целью которого является создание дешёвой миниатюрной дистанционно управляемой подводной лодки для подводных исследований и образования.

## Конструкция
Подводная лодка управляется через кабель и снабжена источником света и видеокамерой.
OpenROV — проект с открытым аппаратным обеспечением. Чертежи доступны на GitHub.

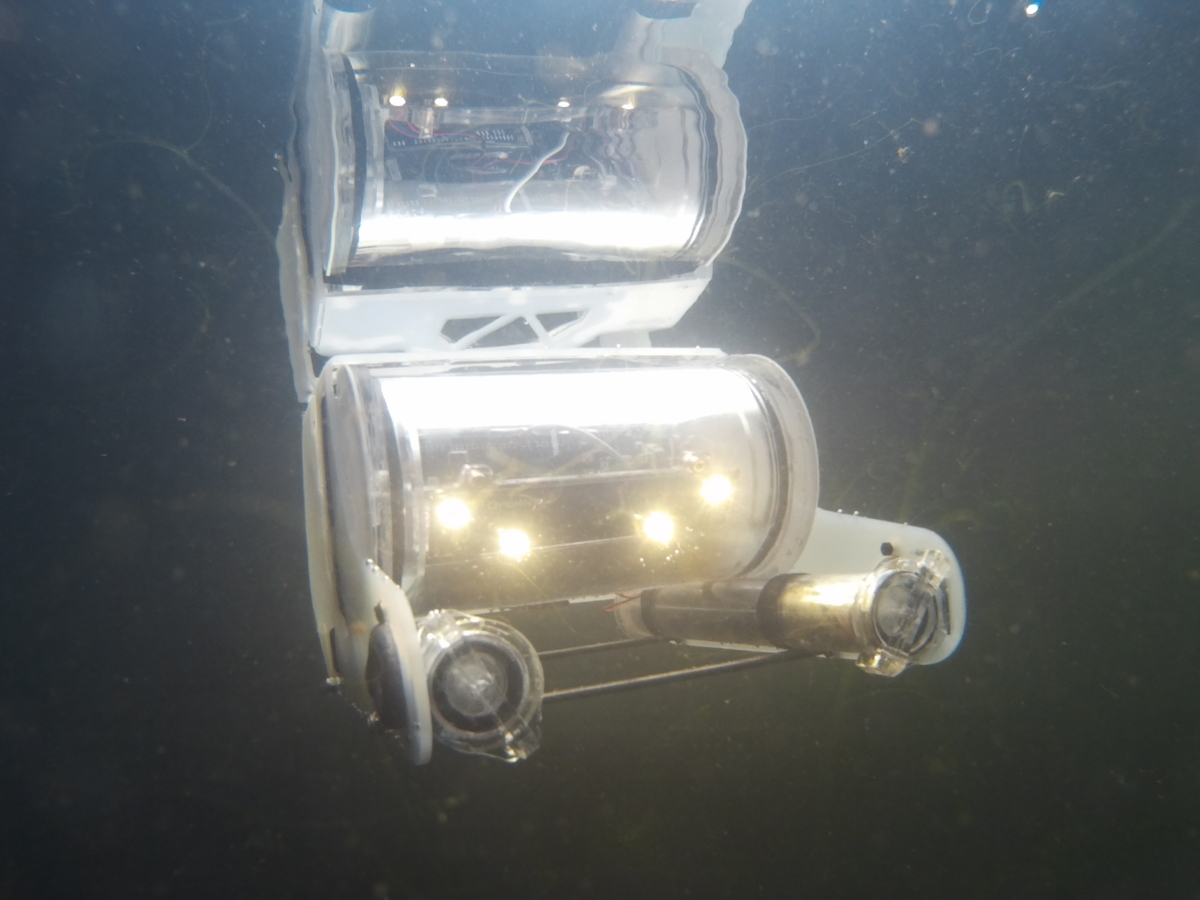
OpenROV-Xeopesca-Praza Pública 2.

## Программное обеспечение
Программное обеспечение с открытым исходным кодом доступно на GitHub.
В качестве бортового компьютера используется Beagle board.

## Сноски и примечания
1. ↑  Lam, Brian. A Mini Sub Made From Cheap Parts Could Change Underwater Exploration. The New York Times: Bits (28 мая 2012). Дата обращения: 28 мая 2012. Архивировано 11 октября 2014 года.